# Гуріал
Гуріал (Pelargopsis) — рід сиворакшоподібних птахів родини рибалочкових (Alcedinidae). Включає три види. Рід поширений в Південній та Південно-Східній Азії.

## Опис
Це великі зимородки, завдовжки 35 см. Вони мають дуже великі червоні або чорні дзьоби та яскраво-червоні ноги. Голова і нижня частина цих видів білі або жовто-коричневі, а крила і спина темніші, забарвлені в зелений і синій, коричневий або чорний залежно від виду. Статі схожі.

## Спосіб життя
Гуріали мешкають у різноманітних лісистих середовищах поблизу озер, річок, естуаріїв або узбережжя. Вони тихо сідають, шукаючи їжу, і часто непомітні, незважаючи на свій розмір. Вони територіальні і відганяють орлів та інших великих хижаків. Ці види полюють на крабів, рибу, жаб, інколи на гризунів і молодих птахів.

## Види
- Гуріал смарагдовокрилий (Pelargopsis capensis)
- Гуріал чорнодзьобий (Pelargopsis melanorhyncha)
- Гуріал бурокрилий (Pelargopsis amauropterus)